# Paola Faloja
Paola Faloja (Collevecchio, 31 gennaio 1933 – Roma, 7 aprile 2013) è stata una regista, attrice, traduttrice, autrice, scrittrice, soggettista, scultrice italiana.

## Biografia
Frequenta l'Accademia delle Belle Arti di Perugia e si diploma in scultura.
Inizia la carriera di attrice prima in teatro, nella compagnia di Carmelo Bene (1962), successivamente per la radio e la televisione. Nel 1961 in poi passa alla regia con I misteri di Roma, e assistente alla regia per Federico Fellini e Vito Pandolfi, quest'ultimo antesignano dell'avanguardia teatrale italiana, che sposerà nel 1970.
Ha recitato in due film diretti da Carlo Lizzani, Storie di vita e malavita e San Babilla ore 20 un delitto inutile.
Dal 1975 ha realizzato diversi speciali per la Rai.
Nel 2009 è stata pubblicata una raccolta di sue poesie a cura di Umberto Cutolo che nella prefazione scrive: «Paola Faloja ha sempre vissuto in simbiosi con il mondo dei sentimenti. E una vita tanto intensamente dedicata all'espressività artistica non poteva non svelare un angolo - forse il più intimo e custodito - riservato alla poesia. […] Il mondo di Paola Faloja trova, nelle sue poesie, espressione piena e compiuta, in una visione autentica e non mediata, attraverso piccole, brevi, profonde notazioni che sgorgano direttamente dal cuore».

## Teatro
- Giovane attrice del “Piccolo teatro della Fonte Maggiore” di Perugia, diretto da Massimo Binazzi.
- Giovane attrice della Radio Televisione Teatro tra Milano e Roma (dal 1958 al 1962).
- Giovane attrice della Compagnia di Carmelo Bene (stagione 1961/62 e 1962/63).

## Attività cinematografica
- Concorso (regia di un breve filmato) per  Misteri di Roma di Cesare Zavattini (1961).
- Collaborazione alla regia, in forma grafica, del film Gli Ultimi di Vito Pandolfi e David Maria Turoldo (1962/63).
- Aiuto regista del film documentario Provincia di Latina di Vito Pandolfi (1963/64)
- Regia, sceneggiatura e montaggio di una serie di documentari (tutti premiati) prodotti dalla Corona Cinematografica (1966/70):
  - I manichini. Regia e sceneggiatura: Paola Faloja; fotografia: Alberto Grifi; montaggio: P. F., Alberto Grifi; origine: Italia 1965; b/n,  35 mm, 12'.

Un'inchiesta sulle indossatrici: le ragazze della periferia aspiranti indossatrici; la modella di fama; il sindacato.
- - Liberty. Regia e sceneggiatura: P. F.; fotografia: Alberto Grifi; montaggio:P. F., Alberto Grifi; origine: Italia 1966; colore, 35 mm, 15'.

Una panoramica sul gusto di questo periodo di follia, uno sguardo su moda, poesia, architettura, arte figurativa, accompagnato da testi di Oscar Wilde, D'Annunzio, i fratelli Edmond e Jules de Goncourt, letti da Nando Gazzolo, Sergio Tofano.
- - I giocattoli. Regia, sceneggiatura e montaggio: P. F.; fotografia: Mario Masini; origine: Italia 1967; colore, 35 mm, 14'.

Il mondo ambiguamente affascinante del giocattolo presentato da un testo di Roland Barthes.
- - Il ragazzo motore. Regia, sceneggiatura e montaggio: P. F. tratto da una racconto di Pier Paolo Pasolini; fotografia: Mario Masini; commento di Pier Paolo Pasolini; origine: Italia 1967; b/n, 35 mm, 12'.

Il film prende come spunto un racconto di Pasolini, da lui stesso narrato, per condurre un'inchiesta tra i ragazzi di 14 – 15 anni sul loro impatto con il motore; il motore come evasione, come sostituzione del primo amore.
- - Il riso. Regia, sceneggiatura e montaggio: P. F; fotografia: Mario Masini; origine: Italia 1968; colore, 35 mm, 15'.

Tratto dal saggio Le rire di Bergson (da La signification du comique). Il film è un'antologia storica della satira, da Leonardo fino a Feiffer. Sono utilizzate le marionette di Maria Signorelli che rappresentano scene di satire famose.
- - Panoptikum. Regia, sceneggiatura e montaggio: P. F.; fotografia: Mario Masini; origine: Italia 1969; colore, 35 mm, 13'.

Come spunto, Il dialogo della moda e della morte tratto dalle Operette morali di Leopardi, si presta a delle considerazioni illustrate visivamente sulla capacità elle mode. Il viaggio attraverso il museo delle cere si sofferma su Mussolini, su Hitler, sul corsetto, ecc.
- Premio di tre milioni di lire per il soggetto cinematografico A ruota libera, avente per tema i principi etici dell'educazione stradale, indetto dal Ministero dei lavori pubblici (1968).
- Attrice nel film Storie di vita e malavita di Carlo Lizzani (1975).
- Attrice nel film San Babilla ore 20 un delitto inutile di Carlo Lizzani (1976).
- Assistente alla regia nel film Casanova di Federico Fellini (1975/76).

## Attività televisiva
- Traduzione dell'opera Al telefono di De Lorde e C. Foley e dell'opera Marie Tudor di Victor Hugo (1974).
- Realizzazione del servizio filmato Il verde pubblico (commento parlato, stesura, testo e per la rubrica Nuovi alfabeti). (1974/75).
- Realizzazione del filmato Donne e… scuola (commento parlato, testo e regia per il programma Si dice donna) (1976/77)
- Regia e testo sullo speciale Le terapie alternative per la rubrica Delta – Rai (1983).
- Regia dello speciale La cellula insidiosa per la rubrica Delta speciali – Rai (1984).
- Regia di due interventi filmati Gli scrittori stranieri in Italia. Stendhal a Milano – Joyce a Trieste per il programma televisivo Geo – Rai (1986).
- Regia del documentario Le pioniere della macchina da presa, vincitore del 45º Festival di Salerno e Trofeo Tohno di Tokia, Premio della critica (1992) e in mostra in vari festival internazionali (1990).